# Dryopteris tonompokensis
Dryopteris tonompokensis är en träjonväxtart som beskrevs av Carl Frederik Albert Christensen. Dryopteris tonompokensis ingår i släktet Dryopteris och familjen Dryopteridaceae. Inga underarter finns listade.